# Марково (Пловдивская область)
Ма́рково (болг. Марково) — село в Болгарии. Находится в Пловдивской области, входит в общину Родопи. Население составляет 2 203 человека.

## Политическая ситуация
В местном кметстве Марково, в состав которого входит Марково, должность кмета (старосты) исполняет Таня Георгиева Аврамова (Земледельческий народный союз (ЗНС), Болгарский демократический союз «Радикалы») по результатам выборов правления кметства.
Кмет (мэр) общины Родопи — Йордан Георгиев Шишков (Болгарская социалистическая партия (БСП)) по результатам выборов в правление общины.